# Ixora tenuis
Ixora tenuis är en måreväxtart som beskrevs av De Block. Ixora tenuis ingår i släktet Ixora och familjen måreväxter. Inga underarter finns listade i Catalogue of Life.